# IC 4500
IC 4500 est une galaxie spirale de séquence de Hubble Scd ? dans la constellation du Bouvier. Elle se trouve à environ 194 millions d'années-lumière de la Voie lactée et a un diamètre d'environ 30 000 années-lumière.
L'objet a été découvert par l'astronome français Stéphane Javelle le 10 juillet 1896 .